# Olivier Ihl
Pour les articles homonymes, voir Ihl.
 (avril 2021).
Olivier Ihl, né le 29 décembre 1965 à Sarreguemines (Moselle), est un politologue français spécialiste de la sociologie historique du politique. Il est professeur des universités et fut directeur de l'Institut d'études politiques de Grenoble de 2005 à 2012.

## Biographie

### Formation
Olivier Ihl suit ses études secondaires à Sarreguemines et à Nantes, où il obtient le second prix de sciences économiques au concours général.
Il étudie à l’Institut d’études politiques de Bordeaux (promotion 1986), où il obtiendra son diplôme avec mention « bien », puis une maîtrise de science politique. Il obtient ensuite un double diplôme (DEA de sciences sociales) à l’université Paris-I Panthéon-Sorbonne/ENS Ulm et à l’EHESS.
Il réalise une thèse d'histoire politique à l’EHESS sous la direction de Mona Ozouf. Intitulée La Citoyenneté en fête. Rites politiques et intégration nationale dans la France de la IIIe République, elle est publiée chez Gallimard en 1996 sous le titre La fête républicaine.

### Carrière
Il commence sa carrière universitaire à l’université de Picardie en tant que maître de conférences en science politique, puis est nommé professeur à l'IEP de Grenoble en 1993 après sa réussite au concours d’agrégation.
En 1994, il entre au Centre d’études et de recherches sur l’administration, la ville et le territoire (CERAT), aujourd'hui rebaptisé Politiques publiques, action politique, territoires (UMR PACTE).
En 2016, il rejoint le CERDAP2, le Centre d’Études et de Recherche sur la diplomatie, l’Administration Publique et le Politique.

### Approche
Olivier Ihl est avec Yves Déloye l'un des principaux représentants de l'école de la sociologie historique du politique. Cette approche consiste à croiser les apports des trois disciplines (sociologie, histoire, science politique) afin de saisir des phénomènes complexes tels que le vote, les sciences de gouvernement ou la République.
Le fil directeur de ses recherches est la mise en scène du politique. Il a notamment étudié les commémorations républicaines, les rituels de commensalité, le protocole politique, les noms de rue, les voyages présidentiels, l’acte de vote, la démocratie, les populismes, les fraudes électorales, la relation entre violence et politique, les récompenses et distinctions.
Plus récemment, il s'est intéressé au rapport entre représentation politique et représentation photographiques. Influencé par Robert Darnton, il défend une approche par l'« histoire matérielle », par laquelle est entendue l’appréhension des faits historiques par les hommes et les choses qui les font concrètement plutôt que par les grandes idées ou les récits institutionnels. Cela peut être par exemple un regard sur les hommes qui descendent dans la rue pour faire la Révolution, ou les événements dans les bureaux de vote lors des premières élections (rixes, empoignades, chahuts, débats, etc.).
Dans Le Mérite et la République. Essai sur la société des émules, paru en 2007, il montre comment les différents régimes depuis la Révolution se sont attachés à produire une ingénierie des distinctions entre les hommes, avec pour objet central la médaille de la Légion d’honneur. Il y développe une théorie de l’« émulation prémiale », technique séculaire et séculière de gouvernement, en reprenant différents éléments de ses réflexions antérieures (sociologie historique, sciences de gouvernement, ingénierie des récompenses, rituels républicains).

### Responsabilités
Olivier Ihl dirige l’IEP de Grenoble de 2005 à 2012. Il assume parallèlement différents enseignements : cours fondamental de science politique (deuxième année), coresponsabilité du Master « Sciences de gouvernement comparées» (avec Martine Kaluszynski), séminaire sur les mises en scène du politique (troisième année)...
Il a été responsable d'un programme international de coopération scientifique franco-chilien (PICS 3441) intitulé État et professionnalisation du politique, France-Chili, XIXe – XXe siècles, ainsi que pilote scientifique d'un Cluster régional de recherche interdisciplinaire portant sur les dynamiques sociales et territoriales.

## Ouvrages
- Le premier portrait photographique, Paris 1837, Vulaines-sur-Seine, Éditions du Croquant, 2018.
- Olivier Ihl, Une histoire de la représentation. Louis Marie Bosredon et le Paris de 1848, Vulaines-sur-Seine, Éditions du Croquant, 2016 (ISBN 978-2-36512-097-5, présentation en ligne), coll. « Champ social », 420 pages.
- La barricade renversée. Histoire d'une photographie, Paris 1848, Vulaines-sur-Seine, Éditions du Croquant, 2016.
- Le vote électronique (co-dir. Gilles J. Guglielmi), Paris, LGDJ-Lextenso, 2015.
- L'acte de vote (avec Yves Déloye), Paris, Presses de Sciences Po, 2008.
- Le mérite et la République. Essai sur la société des émules, Paris, Gallimard, 2007.
- Les « sciences » de l’action publique (dir.), Grenoble, PUG, 2006.
- Les sciences de gouvernement (co-dir. Martine Kaluszynski et Gilles Pollet), Paris, Economica, 2003.
- La tentation populiste au cœur de l'Europe (co-dir. Janine Chêne, Eric Vial, Ghislain Waterlot), Paris, La Découverte, 2003.
- Un cérémonial politique. Les voyages officiels des chefs d'État (co-dir. Jean-William  Dereymez, Gérard Sabatier), Paris, L'Harmattan, 1998.
- Le vote, Paris, Clefs-Montchrestien, 2000 (1996).
- Le protocole ou la mise en forme de l'ordre politique (co-dir. Yves Déloye, Claudine Haroche), Paris, L'Harmattan, 1996.
- La fête républicaine, Paris, Gallimard, Bibliothèque des Histoires, 1996.